# Cidade Tricolor

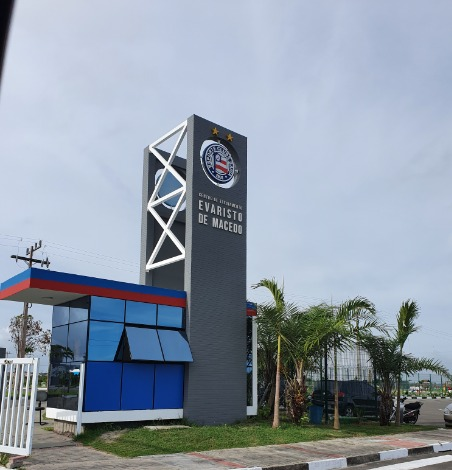
Entrada do Centro de Treinamento Evaristo de Macedo

A Cidade Tricolor, oficialmente Centro de Treinamento Evaristo de Macedo, é um centro de treinamento do Esporte Clube Bahia, em Dias d'Ávila, na região metropolitana de Salvador.
O nome oficial é uma homenagem a Evaristo de Macedo, treinador do Bahia na conquista do Campeonato Brasileiro de Futebol de 1988. A inauguração foi realizada em 11 de janeiro de 2020, com a presença do treinador homenageado e de sócios e conselheiros do clube.
O clube ainda é proprietário do seu antigo centro de treinamento, o Fazendão, e, ao fim de 2016, o então diretor administrativo do clube, Marcelo Barros, afirmou em entrevista que "não faz sentido" manter os dois centros e demonstrou predileção pelo mais novo. O CT foi objeto de disputa judicial em ação movida pelo EC Bahia contra a OAS e a Planner (representante de bancos credores da OAS).